# MARIA DE Night
『MARIA DE Night』（マリア・デ・ナイト）は、FM北海道（AIR-G'）のラジオ番組である。『MARIA DE Night!』とも。

## 概要
パーソナリティは地元北海道出身のバンドMARIA。通常は、元ZONEのメンバーでもあるベースの舞衣子（ZONEではMAIKO）が司会をし、他のメンバーは「ゲストメンバー」として交替で週に2人が登場する。ゲストメンバーは番組中盤で交替し、同時には登場しない。
関連番組として、インターネットラジオ番組『裏 MARIA DE Night』が毎週金曜日に配信されている。パーソナリティはMARIAのメンバー1人が週替わり。
2008年10月18日に特番『MARIAのやっぱりMARIAじゃNIGHT』として放送された。